# علم اللهجات
علم اللهجات أو اللهجاتيَّات هو فرع عن علم اللغات ، يهتم بالدراسة علمية للهجات اللغوية. ويُسمَّى العالم بها لهجاتيّ أو عالم اللهجات. و يدرس الاختلافات في اللغة في المقام الأول على أساس التوزيع الجغرافي وما يرتبط بها من سمات (و ليس الاختلافات على أساس العوامل الاجتماعية، التي يدرسها علم اللغة الاجتماعي) . يعالج علم اللهجات مواضيع من قبيل اختلاف اثنتين من اللهجات المحلية ذات أصل مشترك وتباين زمني .
يهتم علماء اللهجات أساساً بالسمات النحوية المتوافقة مع المناطق الإقليمية. و بالتالي هم يتعاملون عادة مع سكان يعيشون في مناطقهم لعدة أجيال دون أن ينتقلوا، وأيضاً مع جماعات المهاجرين الحاملة للغاتها إلى مستوطنات جديدة. ويعضد علم اللهجات مجموعة من العلوم والمفاهيم، منها: علم اللغة الجغرافي والخرائط اللغوية والأطلس اللغوي، و الجزيرة اللغوية.
وليام لابوف هو واحد من أبرز الباحثين في هذا الميدان.
أما أبرز الباحثين العرب في مجال علم اللهجات فهم: حفني ناصف ، و إبراهيم أنيس وهادي العلوي.